# 久川綾のSHINY NIGHT
久川綾のSHINY NIGHT（ひさかわあやのシャイニーナイト）は、声優・久川綾がメインパーソナリティを務めていたラジオ番組。通称「シャイニー」。1995年4月15日 - 1999年4月3日の4年間に渡り、文化放送系列で毎週日曜午前(土曜深夜)1時30分から放送されていた。
また、過去2回、復活放送企画の枠内で復活を遂げており、2000年3月11日、超機動放送アニゲマスター内において、『久川綾の復活SHINY NIGHT〜やっぱり生はドキドキよスペシャル〜』として、 2006年10月14日には一時間枠で『久川綾のSHINY NIGHT 2006〜まさかまたシャイニーやれるなんて思ってもみなかったよスペシャル〜』として一夜限りの復活を果たした。

## 概要
『久川綾のSHINY NIGHT 黄龍の耳』として、『黄龍の耳』の販促番組として始まる。ラジオドラマ『黄龍の耳』の終了とともに番組名から『黄龍の耳』をとった、『久川綾のSHINY NIGHT』に変更。その後も『ダーティペア FLASH』、『GUNSMITH CATS』、『新世紀GPXサイバーフォーミュラ』等のラジオドラマが挿入されていたが、後期には廃止。
録音放送だったが、最終回のみ生放送。しかし事前に別音源の最終回も録音されており、地方版ではそちらが流れた。
トーク部分では、リスナーのハガキに久川がコメントするというオーソドックスなスタイルであったが、あまり引っ張ることをせず、多くのハガキを読むことで知られた。また、幾度もハガキのコーナーを作ろうという動きがあったものの、そのすべてが早い段階で自然消滅した。
唯一最後まで残ったコーナーと呼べるのは、久川が思ったことをオルゴール等のダウンテンポの音楽にのせて語るコーナー(通称ポエム、一人語り)のみ。
当初は久川のみがパーソナリティを務めていたが、番組構成作家の丸石賢二（まるいし けんじ）、また、プロモーション会社トライスのスタッフとして、初代の斉藤一美（さいとう ひとみ）、それぞれ番組スポンサーだったVAPの広報担当者として、2代目の平林通子（ひらばやし みちこ）、3代目の坂下尚美（さかした なおみ）が、肩書き的には「笑い屋」、実質的にはサブパーソナリティとして放送に参加するようになる。詳しくはシャイニーを囲む人々の項を参照のこと。
投稿されるハガキに下ネタが多いことで知られ、同時期に放送していた『緒方恵美の銀河にほえろ!』や『電撃大賞』とともに、青二三大エロ番組と称された（『電撃大賞』を除いて二大と表現されることも多い）。リスナーには女性も多く、「リスナーは男性ばかりなのではないか」というハガキに対し、久川は「女性リスナーも多く、むしろ女性リスナーの方が送ってくるハガキの方が過激」と述べていた。
『緒方恵美の銀河にほえろ!』の終了後、この番組のリスナーになる者も多く、またその関係で最終回付近に緒方恵美が電話ゲストとして出演した。緒方とは当時、お互いに「うちの番組の方が上品」と言い合っていたという。2017年のムックでは、久川が自身の名前を検索すると候補ワードで真っ先に「シモネタ」が出てくることを明かしている。
あまり建前にとらわれない姿勢も特徴的であり、読んだハガキの内容によっては「いいね。」や「ふ〜ん。」、挙句の果てには「あっそ。」の一言でコメントを済ませ、すぐに次の葉書へと移る場面も多々見られた。一見するとハガキ職人のやる気を削ぎかねないこの容赦の無い流しだが、逆にクセになる者も多く、また何より他の番組と比べると読むハガキの量が多かったこともあり、ハガキ職人の投稿は多かったようである。また、久川は最終回でこの番組を「言いたいことが言える。」と総括した。後の文献には「葉書をたくさん読んだ方がいいかな」程度のノリで番組をこなしていたことを久川が明かしている。
一方で真剣な悩みがつづってあるハガキには、久川のみならず、丸石や坂下も協力して真剣に答えることもあった。
良くも悪くも自身が演じた『美少女戦士セーラームーン』シリーズに登場する水野亜美のイメージに囚われない番組であったため、久川に対する苦情の手紙も少なからず事務所に来たという。
ある時「オタクをどう思いますか?」という葉書が来たため、久川は「モラルのないオタクは大嫌い」と番組の中で答えた。マナーの悪いファンはサインを貰おうとスタジオ外で出待ちするなど久川に迷惑をかけており、実際「待ってくれたのはありがたいんですけど、それでサインを差し上げたら、地方の方たちに不公平になるので」と久川は断ってきた。番組内におけるその発言は心無い人物から「久川死ね!」といった葉書を送られる結果を招き、その手の葉書を積むと30cmぐらいの高さになるほどであった。中にはカミソリ入りの手紙や口に出せないような内容のものがあったが、一方で「よく言ってくれました」と賞賛する手紙もあったため、これには本人もびっくりした。こうして心無い人物を切り捨てたためか、結婚の際には祝福一色で反感の手紙などは一切来なかったという。
ハガキが読まれるともらえるノベルティはその週で一番面白かったものや、久川が特に気に入った葉書には一人に一回これええやんけ大賞が贈られた。商品はガンスミスキャッツのＴシャツ、サイバーフォーミュラのテレカ、など販促商品が使われた。
後に〜大賞とは別にステッカー（通称ヤンキーステッカー、通常は銀で、特に面白いものは金の2色）が贈られることになる。文化放送の封筒ぎりぎりの大きさで贈られたため、ハサミで封を切ると一緒に切れてしまったという話もある。しばらくしてから金なら一枚、銀なら五枚で番組スタッフからのプレゼントが贈られるようになった。
また『〜黄龍の耳』の頃は特製ピアスが贈られた。

## シャイニーを囲む人々
注：肩書きは時期について言及されていない場合は本放送当時のもの。
坂下尚美
3代目笑い屋のVAP広報。そのセクシーな声と、大人の女性ながらの発言で男性リスナーを虜にしていた「お姉さん」。なかなか結婚できないことがよくネタにされていた。
しかし、『2006』では出演はできなかったものの、ついに結婚してVAPを退社し、現在子供がいることが発表された。
丸石賢二
構成作家。愛称は丸ちゃんだが、ジゴロ丸石という通称もある。悩み相談ではいつも辛辣ともとれる正論で返答した。
『2006』で結婚したことが発表された。
阿川清俊
2代目ディレクター。通称ジョニー阿川。「昼は仕事でテープをつまみ、夜は六本木で女をつまむ」と形容された元ヤンキー。通称ヤンキーステッカーと呼ばれるステッカーをデザインした。
坂下、丸石と同じく現在は結婚し、文化放送A&Gアカデミーの講師をしている。
遠藤常務
VAPの常務。息子はスノーボード選手のマック遠藤。痔に関わるネタで知られ、社内を女性用の生理用品を装着して歩き回っていると、不意にポロリと落として、アルバイトの若者を震え上がらせた等、多数の逸話がある。
番組にゲスト出演したとき、「久川綾のおっかけ」を標榜するなど番組への理解を示す一方、当時放送されていたラジオドラマ『でたとこプリンセス』については、まったく知らなかった。またファーストキスの年齢を聞かれた際、「舌ですか？下（半身）ですか？」と放送コードぎりぎりの言葉を発する一幕もあった。
大島満
VAPの映像本部長。BMWを乗り回す愛妻家。
昔、神社でしてしまった等の逸話は数知れず。
番組対抗のボウリング大会ではプロ並みの腕前を披露し、番組の勝利に貢献した。
斉藤一美
初代笑い屋。大笑いした後に漏らす吐息が色っぽいと評判だった。
番組卒業時に「葉書出します」と言ったが、結局葉書は出されず終いだった。
平林通子
2代目笑い屋のVAP広報。
伊東卓史
久川のマネージャー。野外収録の際に遅刻をしたときに苦しい言い訳をしたことがリスナーにネタにされ（詳しくはエピソード参照）、その後も番組のノベルティとして本人のプリクラがプレゼントされたときもあった。
田村学
VAPの映像製作部。番組メンバーでの箱根慰安旅行の小田急ロマンスカー内で、自分は眠いのにそれでも会話に加わろうという行動が久川の目に留まり番組内で紹介される。
その会話の相手が伊東マネージャーで、「ロマンス」カーというワードから、番組内で「田村氏と伊東氏のロマンス」がネタにされた。
また久川綾のライブ中に寝るという暴挙をその伊東マネージャーにちくられる。
『SHINY NIGHT 2006』では、「あの時は寝てません」と否定するも上司の大島に「田村はあの時寝てました」とつっこまれ、いじられキャラとして今も昔も番組を楽しませた。
高島幹雄
VAPでサウンドトラックCD「ミュージックファイル」シリーズ等を手がけた音楽プロデューサー。川崎で行われた久川綾の3rdアルバム「for you for me」発売イベントで司会を務める。しかし緊張のためか、本来1時間のイベントを30分に短縮したり、段取りが気になって久川の話を聞いていなかったりの迷司会振りを披露。
ついたあだ名は「ダンドリー高島」「イベントクラッシャー高島」。番組での登場はなかったが、その伝説めいたキャラクターは長く葉書職人のネタにされた。
現在はVAPを退社し、フリーとして活躍している。
上川畑博
アニラジグランプリの編集者で、シャイニーの担当。
勝浦での出張録音に同行取材したり、アニラジ千夜一夜の原稿を作成･編集した。
その勝浦での一幕。浴衣姿のトランクスからナニがはみ出していたことから番組内で『ハミタマン』という、不名誉なあだ名を付けられる。

## テーマソング
- オープニング曲
  - Shiny Day
- エンディング曲
  - DREAM OF YOU
  - ピースケのうた
  - この遊歩道が終わるまでに
  - HAPPY BIRTHDAY TO LOVE（久川や番組スタッフの誕生日にも使用）
  - 心まで抱きしめられたら
  - これはこれでありかななんて

## 変容への経緯
前述のとおり、下ネタに塗れたアニラジのひとつとして知られているが、第1回から暫くは他のアニラジと内容に目立った差異はなかった。一変するきっかけとなったのは、放送開始から約3ヶ月後の1995年7月22日。この日放送された内容の冒頭で、話の流れから久川が「自分の大便を踏んでしまった」と発言。これにより投稿される葉書の内容は一気に下ネタに傾き、その後久川が自ら「下ネタOK」としたことで内容は更に過激なものになっていった。
これに大しては批判もあったようだが、久川は「自分はキャラクターではなく、あくまで声優であり、一人の人間である久川綾」という姿勢を見せ、放送内容を変えることは無かった。

## エピソード、用語集
「ういーっす」
番組における正調の挨拶。
久川綾ファーストライブにおいてベースの田島浩二が紹介の挨拶で「ういーっす」と言ったことから、各種イベントでの第一声の挨拶、歌のタイトル、ファンクラブの名前など、久川綾を語る上でなくてはならないキーワードの一つとなった。
「うんこ踏んじゃった」
1995年7月22日放送分より。先にもあったとおり、痛い話という流れの中で、久川が最近自分の大便を踏んだと告白し、その経緯を説明。これが後の方向性のきっかけとなった。
この頃はまだ躊躇があったのか、言った後で「またハガキ来るんだろうなあ、イメージ崩すなとか」とも発言していたが、番組の最後には「いいじゃん!だって!あたしだって人間なんだからさ!まあ声優だってうんこもすりゃと。おしっこもすりゃと。」と開き直っていた。
下ネタOK発言
1995年7月1日放送分より。久川本人から下ネタOKとの発言が出る。しかし、番組が本当に下ネタに染まるのは上記の「うんこ踏んじゃった」発言から。
目覚めよ僕の中の黄龍
ハガキ職人が使用する言葉。やる気になったときや、ピンチのときに、つまり何か行動を起こそうという時にも使われる。その多くは下ネタで使われ、勃起の意味でも使われる。また、黄龍を一語で使う場合は男性器を指す。出自は番組初期のラジオドラマ『黄龍の耳』から。ラジオドラマの終了後も長く使われた。
田島のおっちゃんメジャー化計画
久川綾のライブでベース担当の田島浩二があまりにいい人なのでもっとメジャーになってもらいたいという久川の想いから始まったコーナー。
その後も様々なメジャー化計画ネタがリスナーによってネタにされていき、スタッフいじりのネタへと発展していった。
水着露出発言

桃色度数
番組や葉書のエロさを示す脳内単位。
番組の方向性を決める数値で葉書の主流が日常ネタに傾くと減少し、エロネタ･女性スタッフネタに傾くと上昇する。
単位を計るのは個人の判断による。
〜兄さん
男性常連リスナーに対する、親しみと尊敬をこめた敬称。
特に小角氏などは小角兄さんと他リスナーから呼ばれていた。
あ〜りませんか
久川の葉書を読む時の口癖。大阪出身の久川は吉本新喜劇の影響を大きく受けていて、「〜ではありませんか」と葉書に書くと、チャーリー浜のように「〜じゃあーりませんか」と、勝手に変えて読んでしまう。
間違い読み
リスナーの字が汚いためか久川の経験不足のためか、番組のトークには"噛み"や"間違い読み"が目立った。中でも『大喜利』を『大勝利』と読み間違えたのは伝説にまでなっている。
金蛇精
有名な男性用の強壮剤。ディレクターの阿川に贈られた久川からの誕生日プレゼント。その翌週の放送で阿川は収録に遅刻をしてしまう。「新宿で渋滞に巻き込まれた」ということだったが、「強壮剤を飲んで歌舞伎町に寄っていたのではないか?」とリスナーから要らぬ勘繰りをされてしまった。
マネージャー遅刻事件
久川のマネージャー、伊東が寝坊で遅刻。しかし伊東は「渋滞で遅刻した」とありがちな言い訳をしたため、久川が問いただすと、寝坊したと認めたものの、その際の「僕の人生も渋滞中です」がリスナーに大ウケ。以後「お前の人生も渋滞させたろか」等、ハガキ職人のネタに。
ポセイドンアドベンチャー事件
1996年4月27日放送分より。写真集の撮影のため、ヴェネツィアへ渡った久川だったが、運河を船で移動中に急にもよおしてしまう。船の中にトイレもないため、機転をきかせた女性陣が、男性陣を理由も告げずに船前部におしやり、ここでしろと久川にビニール袋を渡し、船後部でさせようとするも、数m先に男性陣がいる状態。結局その段階で陸が見えてきたため、何とか我慢し、難を逃れた久川だった。
電話の彼事件
番組の録音中、久川の携帯電話に男性からの着信があり、皆から問い詰められることに。当初はしらばっくれた(知り合い→友人→異性の友人→彼氏と変遷する言い逃れをしていた)久川だが、最終的には開き直り、交際相手であることを白状。録音という放送形体にもかかわらず、この様子は編集されること無くそのまま放送。暫く後、その交際相手（通称：電話の彼）と結婚することになったことを番組内で発表。
パンケーキブランチ
久川のコンピレーションアルバム『PORTRAIT』収録曲『パンケーキブランチ』に前夜の営みを思わせる歌詞があり、それについてリスナー(小角氏)からツッコミを受けた久川はしどろもどろになりながら「私、ほら・・・すごいよ」と発言し、それなりに男性経験を積んできたことを告白した。
心まで抱きしめられたらステッカー事件
久川のマキシシングル『心まで抱きしめられたら』の封入特典のステッカーはカラーとモノクロの二種類あり、「中を開けないとわからない」ということで何人ものリスナーが大量購入し、中には10枚以上買う者もいたがなかなか別種類(モノクロのほう)のステッカーが現れなかった。
不審に思った坂下がVAPの営業担当に確認したところ「外から見てわかる」との報告を受け番組中で謝罪。大量購入者には別バージョンのステッカーに詫び状を添えて抽選で贈ることになり、さらにそれとは別にVAPのお詫び企画として久川綾等身大立て看板を抽選で1名に贈ることになった。
キス話
「キスはいつどこで誰とすればいいですか?」というハガキに、自分のキス体験を聞かれてはいないにもかかわらず、過去のキス体験を告白。居酒屋ですこし気になっていた男に風のようにキスされ、結局その男と5年つきあった等、赤裸々に告白した。最後は「本音ばっかし」とつぶやいていた。
死のボウリング
文化放送のアニラジ番組同士でボウリング大会をやることが流行り、シャイニーチームは対戦相手に尽く勝利。ところが負けた番組は尽く次の改編期を乗り越えられず、いつしかボウリングの対戦相手がいなくなってしまった（地方版最終回では、このジンクスを「数々の番組を放送終了に追い込んだ」と称するハガキも読まれた）。
負けた番組には『緒方恵美の銀河にほえろ!』や『八雲立つ』等があった。
「つけてます」
1999年4月3日放送の最終回(生放送)より。「放送終了の理由はおめでたですか?」という内容の葉書に対し、その葉書を高いテンションで読んだ後、冷めた声で「違います。（コンドームを）つけてます。」と発言。
伝説の甘い吐息
同じく最終回(生放送)より。「伝説の甘い吐息を聞かせてください」というファックスに対し、久川が本当に吐息を披露。あっさりとリクエストに応えた後には「あんまりやるとね、始末書ネタに、なってしまいますからね。皆さん、今の録りましたか?テープに。今晩のオカズにいかーがですかー?」と続けた。
心のバイオリズム
番組の収録が基本的に2回分纏め録りだったため、後半に録られたものは疲れが見え隠れすることが間々あった。これを久川自身が「心のバイオリズムがね…」と言って誤魔化したもの。後にリスナーにもネタとして使われるようになる。
企業NOW!
アダルトビデオのこと。葉書職人がネタに使用することが多い。
あるリスナーからの葉書で「アダルトビデオに名画のタイトルを付けて隠すと、親や友達が本物だと思ってみてしまう」という内容に対し、別のリスナー（おそらく小角氏）が、「いっそ企業NOW!とつければ、見られることはないだろう」という返事したことに由来する。
タイムラグ
葉書を投稿してから実際に読まれるまで、あるいは実際に放送されるまでの時間のこと。ライブ後の放送でになることを見越して、ライブ前にライブの感想を送ったり、年末年始のまとめ録りを逆手にとって、年内に翌年の正月向けのハガキを書くリスナーも多かった。
通常のラジオ番組ではそのことに触れないが、久川は、リスナーも大人なんだからわかるだろう、というスタンスだったため、このことを大っぴらにしていた。そのため、タイムラグ自体が葉書職人のネタになることも多かった。
シャイニングナイト
他の声優からは、間違って度々「シャイニングナイト」と呼ばれていた。特に関智一は番組のスタート部分で「シャーイニングナイト」と声高に叫び、久川に「シャイニーナイト」と突っ込まれた。またボウリング対決で敗北したラジオ番組『八雲立つ』が、罰ゲームとして番組内で「シャイニーナイト」の番宣をした際にも、今井由香に「久川綾さんのシャイニングナイト」と間違えられていた。
あにらじ千夜一夜
『アニラジグランプリ第9号』より。主婦の友社から発行されていたアニラジ雑誌、『アニラジグランプリ』でシャイニーナイトが特集される。当時、各アニラジ誌でのシャイニーナイトの掲載記事の小ささに不満を漏らしていた久川の念願が叶い、番組の変遷やスタッフの紹介、番組を代表するハガキ職人だった小角、文芸部一のケーキ職人（詳細については、ハガキ職人欄を参照）の番組に寄せたメッセージなど、合計見開き4ページの特集記事が組まれた。
同号では、当時VAPの別荘がある千葉県勝浦市での出張録音を敢行した模様も取材。久川が鴨川シーワールドでイルカと戯れるシーン、夜の花火大会での久川と坂下の浴衣姿等が掲載された。
サンデージャングル
1997年5月24日放送分より。テレビ朝日で毎週土曜日に放送されていた「サンデージャングル」の取材が入る。小学生の女の子から届いた「綾さんは、もうすでにヤラれてしまったんですか?」という男性経験に関する質問に対して、「ヤラれましたよぉ〜」と正直に告白した様子が全国ネットで放送された。
久川綾の着ぐるみ大運動会
1996年11月16日放送分。都内某所の体育館で開催された「大運動会」。「着ぐるみ」という名の通り、参加者が着ぐるみを着たり、変装したりして競技に参加した。番組スタッフからは、阿川、丸石、伊東、おたささの各人物が参加。漫画家の弓月光先生と一緒にりす組（弓月光とShinyNightチーム）を結成した。
俺の取ったグランプリ
通称は『俺グラ』。
『サイバーフォーミュラ』の内容がレースグランプリということで、リスナーが何か賞を取った自慢話をするコーナーが立ち上がる。しかし採用のレベルに到る葉書が少なくてあまり読まれず、そうしているうちに誰も送らなくなり、ついには久川自ら「もうダメだな」とまで言い、消えていった悲劇のコーナー。
彩・スタンフォードの写真日記
通称は『写真のコーナー』。
『サイバーフォーミュラ』のラジオドラマの久川の役どころがカメラマンの『彩・スタンフォード』ということで、リスナーの撮った面白い写真を紹介するというコーナーが立ち上がる。しかし聴覚メディアで写真を紹介するというのに無理があったのか、次第に有名無実化し打ち切られた悲劇のコーナー。
プリンセスの日記
通称『女の子のコーナー』。
ラジオドラマ『でたとこプリンセス』に絡めて女の子の葉書のみを紹介するコーナーが立ち上がる。赤裸々な話や恋愛相談など、女性ならではの葉書が読まれた。男性リスナーもPNを変えたり、家族に書かせて参加しようとした。
後にお題制になり、ラジオドラマ終了後もお題のコーナーとして残った。
シャイニー白書
『女の子のコーナー』から発展、独立したコーナー。
真面目な葉書を扱うコーナーで恋愛相談、家族の悩み、性の悩みを久川、丸石、坂下の三人が話し合いながら結論を出したり、アドバイスを送った。
今までエロネタを扱ってきたこともあり、悩みの内容には「彼女と性交がうまくできない」など成人指定な質問も来たが、それに対してもふざけ半分でなく真面目に取り扱っていた。
久川の誠実な一面が現れていたコーナーで、番組の後期を支えていた。

## 主なハガキ職人
安眠魔(小角氏)
番組初期から最終回まで投稿していた人気の葉書職人。多くのネタでリスナーやスタッフに笑いを提供するも、「おずみはどうせ葉書書いてくるから」というスタッフの策略により、「これええやんけ大賞」がもらえず、最終回数回前に「ええかげん俺にええやんけ大賞くれ！！」という葉書が読まれた。そして最終回の生放送、満を持して「これええやんけ大賞」を受賞した。
文芸部一のケーキ職人
様々な番組に投稿していた葉書職人。久川綾の着ぐるみ大運動会というイベントにコックの格好をして参加したところ、後にイベントの様子がビデオ化した際のパッケージ写真で、久川綾の背後の完全なピンボケ姿でありながら白い衣装のお陰で判別し、「あれ、俺」と葉書投稿して見事番組冒頭で読まれる。他にも、母親に葉書を書かせるなど、数多くのネタを提供した。
『SHINY NIGHT 2006』では本当にケーキ屋を開店するべく準備を進めていることが久川より報告される。
ハピロ隆
番組地方版最終回において自分だけの記念が欲しいと、久川にペンネームを付けてくれとお願いするも、本名をばらされる。そのときの久川のコメントは「ペンネームを捨てて、自分の名前でいきなさいと」。
昼太郎
自爆ネタが得意だった葉書職人。
埼玉県のリスナーだったが、仕事の都合で突然徳島県に転勤させられ、番組スタッフやリスナーの間で「栄転か？左遷か？」疑惑が巻き起こった。
ミスターポスト
葉書で子供に「スーパーひとしくん」に似ていると指摘されたことを告白。しばらく他のリスナーからもネタにされる。
『SHINY NIGHT 2006』 においても自分のＰＮの後ろに続けて「特徴、スーパーひとしくんに似ている」と書いている。
南京玉すだれ
ラブホテルでバイトをしていて、ホテルのサービスで久川綾のミュージックビデオをレンタルコーナーに置いたりするなど布教活動に努めていた。
はまじ
様々な醜態を暴露しては、久川を笑い死にさせそうになった葉書職人。レンタルビデオ店での醜態を暴露した葉書が読まれたところ、その時の店員が同番組の別のリスナーで、後日その店員から裏事情が送られて来たという逸話も残る。多くのネタから、ペンネームを見ただけで久川を笑わせるまでになった。
鳳凰寺風が一番

黄昏うにゃにょ〜ん

やまカド
久川綾の等身大立て看板を二枚も持っている漢。
それを使った「不倫ごっこ」「家庭教師ちっく妄想」で番組を大笑いさせる。
このことから番組スタッフ、特に坂下に気に入られ、彼のペンネームが読まれるたびに
「お、ヤマカド」「あ、ヤマカド」等、反応が返るようになった。

## 久川綾のSHINY NIGHT 2006
2006年10月14日深夜に一夜限りの復活を果たした。27:00 - 28:00放送。ゲストは井上喜久子と、メッセージとして出演の緒方恵美。
番組内容はシャイニーに縁がある人物たちからのボイスメッセージを交えつつ、久川のトークとハガキを中心にすすめられた。冒頭から久川が愚痴、本音を連発。かつてのままの雰囲気を保った。下ネタのハガキは初めまったく読まれず、エンディング間近に連発した。
番組スタッフの近況報告なども行われ、丸石、阿川、坂下が結婚し、特に坂下は出産し、そしてバップを退社していたことも判明した。多くのリスナーから登場を希望されていた坂下だが、子供が熱を出したため、番組には来ることができなかった。

### 新たなエピソード
- 「『NANA』とか『DEATH NOTE』とかに（声優として）呼んでくれればいいのに」と、ジョークか本音か、際どい発言。このほかにも、7年分のブランクからか愚痴や本音が多かった。
- ゲストコーナーでは、普段より仲の良いことで知られる2人が「会うと、以前は恋愛や仕事の悩みを打ち明けあっていた（以前の放送では久川が失恋したときに井上が泣いてくれたと言っていたこともある）が、最近ではもっぱら糠漬けや健康、保険等の話をする」と語るなど、年月を感じさせる話題を中心に話を進める。他にも「最近食べ物の好みが変わった(肉を食べたいと思わなくなり、酸っぱいものが好きになった)」、「若い頃はできなかったが、井上と二人で出せばギャラが安くなると売り込んだ」等、加齢についての話に多くの時間を割いた。
- また、自身を17歳と称する井上の「17歳教」への加入を問う葉書もあったが、井上からは「2人は生きる方向性が違う」、久川からは「正直私には無理だと思う」と発せられる等、双方から断りが入ることになった。井上は「17歳教に入っていただける方は…メルヘン? 逃避思考?」とも発言し、久川から「逃げてんじゃん」とツッコミを受けていた。
- 7年振りの一人語りのテーマは自動速度違反取締装置対策としてナンバーを隠す車について。

### テーマソング
- オープニング曲：Shiny Day
- エンディング曲：心まで抱きしめられたら